# Leon Dziadkowiec (młodszy)
Leon Dziadkowiec – polski duchowny protestancki, prezbiter naczelny (zwierzchnik) Kościoła Ewangelicznych Chrześcijan w RP.

## Życiorys
Jest synem Leona Stanisława Dziadkowca, którego zastąpił w 1996 roku na stanowisku pastora Zboru Kościoła Ewangelicznych Chrześcijan „Betel” w Szczecinie. W 1998 roku podczas V Synodu Kościoła Ewangelicznych Chrześcijan został wybrany na zastępcę prezbitera naczelnego Kościoła, którym został wówczas Henryk Karzełek. W 2020 roku został wybrany prezbiterem naczelnym Kościoła Ewangelicznych Chrześcijan w RP, w kadencji 2020–2024. 